# Adramitio

Mapa con algunas de las principales antiguas ciudades griegas de Eólida. Adramitio figura al sur de Antandro.

Adramitio (en griego, Άδραμύττιον Adramyttion, Άδραμύττειον Adramytteion o Άτραμύττιον Atramyttion) fue una antigua ciudad portuaria y un obispado en Eólida. Originalmente estaba localizada en la costa del golfo de Adramitio (golfo de Edremit), en el río Caico, en la llanura de Tebas Hipoplacia, 4 kilómetros al oeste de la moderna ciudad de Burhaniye, pero luego se trasladó 13 kilómetros al noreste a su ubicación actual y llegó a conocerse como Edremit.

## Historia
El sitio donde se encuentra Adramitio fue originalmente poblado por Leleges, los habitantes indígenas del litoral del mar Egeo y otros de la vecina región de Misia. En el área más tarde se asentaron los lidios, cimerios y eolios, que dieron su nombre a la región de Eólida. El área se convirtió en parte de la perea (territorio) de Mitilene en el siglo VIII a. C., y la ciudad de Adramitio se fundó en el siglo VI a. C. Según Aristóteles, Adramitio fue fundada por Adramito, hijo del rey Aliates de Lidia.
Atalo III, el último rey de Pérgamo, legó su reino a los romanos en su testamento, por lo que, en 133 a. C., Adramitio quedó bajo control romano. La ciudad se convirtió en parte de la provincia de Asia.